# María de los Ángeles Moreno
María de los Ángeles Moreno Uriegas (Ciudad de México, 15 de enero de 1945-Ib. 27 de abril de 2019) fue una política y economista mexicana, miembro del Partido Revolucionario Institucional (PRI). Fue la primera mujer en ocupar ese cargo.

## Carrera política
Economista egresada de la Universidad Nacional Autónoma de México, realizó un posgrado en Planeación Socioeconómica en el Institute of Social Studies, Netherlands University Foundation for Internacional Cooperation en La Haya, Países Bajos y además tenía un diplomado sobre economía y relaciones internacionales en la Universidad de Harvard.
Fue miembro del PRI desde 1970. Como parte de su carrera política dentro del partido destacó su labor como subdirectora del IEPES; vicepresidente de la Liga de Economistas Revolucionarios; miembro del Consejo Consultivo de la Confederación Nacional Campesina; así como del Consejo Consultivo y de la Comisión de Honor y Justicia del Comité Ejecutivo Nacional del PRI. Fue coordinadora de las campañas de los candidatos a diputados de representación proporcional a la LV Legislatura del Congreso de la Unión de México (1991); y miembro fundador de Cambio XXI, Fundación Luis Donaldo Colosio.
En la Administración Pública, María de los Ángeles Moreno fue subsecretaria de Programación y Presupuesto, titular de la Secretaría de Pesca, lo que la convirtió en una de las dos mujeres en alcanzar el gabinete en 1988. Permaneció en este cargo hasta 1991, cuando se incorporó a la Cámara de Diputados. Allí presidió la Comisión de Programación, Presupuesto y Cuenta Pública hasta abril de 1993, cuando fue elegida presidente de la Gran Comisión y con ello, coordinadora del grupo parlamentario del PRI. Posteriormente ocupó la Secretaría General del Comité Ejecutivo Nacional del PRI. Ese mismo año fue electa Senadora por el Distrito Federal y en diciembre se convirtió en la primera mujer en desempeñar la Presidencia del Partido Revolucionario Institucional, bajo la presidencia de Ernesto Zedillo hasta 1995 y cumplió el resto del sexenio como senadora. Al terminar el cargo, en 2000 fue electa a la Asamblea Legislativa del Distrito Federal, donde coordinó la bancada del PRI. 
En 2005 toma protesta como presidente del Partido en el Distrito Federal. En 2006 se convirtió nuevamente en senadora, presidiendo la Comisión del Distrito Federal.
Murió el 27 de abril de 2019.